# Van Ryssel
 Van Ryssel est le pseudonyme collectif d’artistes choisi par le peintre Paul Gachet (1828-1909) — célèbre pour être le dernier médecin de Van Gogh à Auvers-sur-Oise —, et de son fils Louis (1873-1962), également peintre, pour signer leurs toiles. Le nom Ryssel fait référence aux origines flamandes du docteur : Ryssel, aujourd'hui orthographié Rijsel en néerlandais, est le nom flamand de Lille, sa ville natale. Les deux peintres réalisèrent de nombreuses copies de tableaux de Cézanne.